# Liste der Kulturdenkmale in Mönchpfiffel-Nikolausrieth
Die Liste der Kulturdenkmale in Mönchpfiffel-Nikolausrieth umfasst die als Ensembles, Straßenzüge und Einzeldenkmale erfassten Kulturdenkmale in der thüringischen Gemeinde Mönchpfiffel-Nikolausrieth. Erfüllende Gemeinde für Mönchpfiffel-Nikolausrieth ist die Stadt Artern.
Die Angaben in der Liste ersetzen nicht die rechtsverbindliche Auskunft der zuständigen Denkmalschutzbehörde.

## Legende
- Bild: zeigt ein Bild des Kulturdenkmals und gegebenenfalls einen Link zu weiteren Fotos des Kulturdenkmals im Medienarchiv Wikimedia Commons
- Bezeichnung: Name, Bezeichnung oder die Art des Kulturdenkmals
- Lage: Wenn vorhanden Straßenname und Hausnummer des Kulturdenkmals; Grundsortierung der Liste erfolgt nach dieser Adresse. Der Link Karte führt zu verschiedenen Kartendarstellungen und nennt die Koordinaten des Kulturdenkmals.
 Kartenansicht, um Koordinaten zu setzen – in dieser Kartenansicht sind Kulturdenkmale ohne Koordinaten mit einem roten bzw. orangen Marker dargestellt und können in der Karte gesetzt werden. Kulturdenkmale ohne Bild sind mit einem blauen bzw. roten Marker gekennzeichnet, Kulturdenkmale mit Bild mit einem grünen bzw. orangen Marker.
- Datierung: gibt das Jahr der Fertigstellung beziehungsweise das Datum der Erstnennung oder den Zeitraum der Errichtung an
- Beschreibung: bauliche und geschichtliche Einzelheiten des Kulturdenkmals, vorzugsweise die Denkmaleigenschaften
- ID: Die ID identifiziert das Kulturdenkmal eindeutig. In Thüringen sind aktuell keine IDs veröffentlicht. In der ID-Spalte kann sich auch folgendes Icon  befinden, dies führt zu Angaben zu diesem Kulturdenkmal bei Wikidata.

## Kulturdenkmale in Mönchpfiffel-Nikolausrieth
| Bild                                    | Bezeichnung                       | Lage                                                 | Datierung | Beschreibung                                                                                               | ID           |
| --------------------------------------- | --------------------------------- | ---------------------------------------------------- | --------- | --- | ------------ |
| weitere Bilder Fotos hochladen          | Friedhofskapelle                  | Allstedter Straße (Karte)                            |           | Kirche samt künstlerischer Ausstattung, Kirchhof und Einfriedung                                           | 365.220.0186 |
| weitere Bilder Fotos hochladen          | Evangelische Kirche Nikolausrieth | Dorfstraße (Karte)                                   |           | Kirche samt künstlerischer Ausstattung, Kirchhof und Einfriedung                                           | 365.220.0192 |
| weitere Bilder Fotos hochladen          | Klosterkapelle                    | Dorfplatz 1 (Karte)                                  | 1273      | ehemalige Dorfkirche im Klostergut Mönchpfiffel                                                            | 365.220.0190 |
| weitere Bilder Fotos hochladen          | Klostergut Mönchpfiffel           | Dorfplatz, Allstedter Chaussee, An der Rohne (Karte) |           | Sachgesamtheit Klostergut Mönchpfiffel, das historische Klostergut war Außenstelle des Klosters Walkenried | 365.220.0189 |
| Direkt Bild zu diesem Denkmal hochladen | Schmiede                          | Dorfstraße                                           |           | Sachgesamtheit Klostergut Mönchpfiffel                                                                     | 365.220.0188 |
| BW                                      | Feldscheune                       | Allstedter Chaussee (Karte)                          |           | Sachgesamtheit Klostergut Mönchpfiffel, große Feldscheune                                                  | 365.220.1030 |
| Direkt Bild zu diesem Denkmal hochladen | ehem. Klostermühle                | An der Rhone                                         |           | Sachgesamtheit Klostergut Mönchpfiffel, ehem. Klostermühle                                                 | 365.220.0191 |
| Direkt Bild zu diesem Denkmal hochladen | Schäferei                         | Dorfplatz                                            |           | Sachgesamtheit Klostergut Mönchpfiffel, Schäferei – Vierseitenhof mit Stallungen                           | 365.220.0187 |
| BW                                      | Klosterhof mit Mauer              | Dorfplatz (Karte)                                    |           | Sachgesamtheit Klostergut Mönchpfiffel, Ummauerte Hofanlage Klosterhof                                     | 365.220.1029 |
| Direkt Bild zu diesem Denkmal hochladen | neuer Schafstall                  | Dorfplatz                                            |           | Sachgesamtheit Klostergut Mönchpfiffel, neuer Schafstall                                                   | 365.220.1031 |
| BW                                      | neues Gutshaus                    | Dorfplatz 1 (Karte)                                  |           | Sachgesamtheit Klostergut Mönchpfiffel, neues Gutshaus                                                     | 365.220.0121 |
| Fotos hochladen                         | Ochsenstall                       | Dorfplatz 1 (Karte)                                  |           | Sachgesamtheit Klostergut Mönchpfiffel, Ochsenstall                                                        | 365.220.0140 |
| BW                                      | Pferdestall                       | Dorfplatz 1 (Karte)                                  |           | Sachgesamtheit Klostergut Mönchpfiffel, Pferdestall mit Inspektoren-WE                                     | 365.220.0141 |
| Direkt Bild zu diesem Denkmal hochladen | Scheunen und Stallungen           | Dorfplatz 1                                          |           | Sachgesamtheit Klostergut Mönchpfiffel, Scheunen und Stallungen                                            | 365.220.0142 |
| Direkt Bild zu diesem Denkmal hochladen | Waschhaus                         | Dorfplatz 1                                          |           | Sachgesamtheit Klostergut Mönchpfiffel, Waschhaus                                                          | 365.220.0143 |
| Direkt Bild zu diesem Denkmal hochladen | Brennereikeller                   | Dorfplatz 1                                          |           | Sachgesamtheit Klostergut Mönchpfiffel, Brennereikeller                                                    | 365.220.2477 |
| Direkt Bild zu diesem Denkmal hochladen | Dammmühle                         | Dammhäuser 48                                        |           | Wohn-u. Mühlengebäude, Hofgebäude mit Scheune, Stallgebäude, Hoftor, Stallungen                            | 365.220.0193 |